# Alexandre de Hieràpolis (451)
Alexandre de Hieràpolis (en grec antic: Ἀλέξανδρος) va ser bisbe de la ciutat de Hieràpolis de Síria cap a l'any 431 aC. Joan, bisbe d'Antioquia, el va enviar al concili d'Efes per defensar la causa de Nestori. Va mostrar molta hostilitat contra el patriarca Ciril, al que va acusar d'apol·linarisme i es va oposar a altres bisbes orientals que volien reconciliar-se amb Ciril. Va fer apel·lació al Papa però la seva sol·licitud va ser rebutjada, i al final l'emperador Teodosi II el Jove el va desterrar a Famotis, a Egipte. Es conserven 23 cartes en llatí d'aquest bisbe.